# Zadworie
Zadworie (biał. Задвор’е, Zadworje; ros. Задворье, Zadworje) – wieś na Białorusi, w obwodzie mińskim, w rejonie stołpeckim, w sielsowiecie Zajamno. Od zachodu graniczy ze Stołpcami.
W pobliżu miejscowości znajduje się przystanek kolejowy Ciemne Lądy, położony na linii Moskwa - Mińsk - Brześć.

## Historia
W dwudziestoleciu międzywojennym leżały w Polsce, w województwie nowogródzkim, w powiecie stołpeckim, w gminie Stołpce. W 1921 miejscowość liczyła 390 mieszkańców, zamieszkałych w 70 budynkach, w tym 323 Białorusinów i 67 Polaków. 360 mieszkańców było wyznania prawosławnego, 28 rzymskokatolickiego i 2 mojżeszowego.
Po II wojnie światowej w granicach Związku Sowieckiego. Od 1991 w niepodległej Białorusi.